# Agencia Europea de Medicamentos
La Agencia Europea de Medicamentos (EMA, por sus siglas en inglés) es una agencia de la Comisión Europea descentralizada que se encarga de evaluar, autorizar, certificar y supervisar la comercialización de medicamentos en la Unión Europea. Su objetivo es "contribuir a la protección de la salud pública y animal asegurando que los medicamentos para uso humano y veterinario sean seguros, eficaces y de alta calidad en beneficio de la salud pública y animal, dentro de la Unión Europea". La EMA fue creada en 1993.
Tras el referéndum de salida del Reino Unido de la Unión Europea la EMA trasladó su sede a Ámsterdam.
La agencia homóloga o equivalente a la EMA y la EFSA, es la FDA de los EE. UU. Las dos agencias (EMA y FDA) son las más importantes del mundo en el ámbito de la regulación de medicamentos.

## Historia de la EMA
Desde que fuera fundada en 1995, la Agencia ha asegurado la eficacia y la seguridad de los medicamentos humanos y veterinarios de toda Europa, ha promovido la investigación e innovación y ha autorizado un total de 975.188 medicamentos humanos y veterinarios.
Su éxito se basa en la cooperación dentro de la red europea de regulación de medicamentos con las autoridades reguladoras de medicamentos en los países del Espacio Económico Europeo. Juntos han fomentado el intercambio de conocimientos, ideas y prácticas mejores con el fin de garantizar una mejor regulación.

## Consejo de administración
El Consejo de Administración está integrado por 35 miembros del Parlamento Europeo, de la Comisión Europea y de los distintos Estados miembros. Se encarga de supervisar y llevar a cabo la planificación y los presupuestos de la Agencia, de nombrar a un Director Ejecutivo y de controlar el rendimiento de la Agencia.

## Comités de la EMA
Hoy en día, hay siete comités científicos pertenecientes a la Agencia, y más de 30 grupos de trabajo compuestos por varios miles de científicos europeos, que proporcionan los conocimientos científicos para la adecuada reglamentación de los medicamentos.

### Comités de Medicamentos de Uso Humano y de Medicamentos Veterinarios
El Comité de Medicamentos de Uso Humano (CHMP y CVMP, Committee for Medicinal Products for Human Use y Committee for Medicinal Products for Veterinary Use ) llevan a cabo una única evaluación. Si el Comité concluye que la calidad, seguridad y eficacia del medicamento está suficientemente probada, emitirá una respuesta positiva. Ésta se traslada a la Comisión Europea para que sea transformada en una autorización de comercialización, válida para toda la Unión Europea. 

### Comité de Medicamentos Huérfanos
El Comité de Medicamentos Huérfanos (COMP, Committee on Orphan Medicinal Products) se encarga de la autorización de medicamentos huérfanos desde el año 2000. 

### Comité de Medicamentos a base de Plantas
El Comité de Medicamentos a base de Plantas (HMPC, Committee on Herbal Medicinal Products) ayuda en la armonización de procedimientos y disposiciones relativos a medicamentos a base de plantas que hay en cada estado miembro de la UE, y en la sucesiva integración de dichos productos en el marco regulatorio europeo desde el año 2004.

### Comité Pediátrico.
El Comité Pediátrico (PDCO, Paediatric Committee) se encarga de la inclusión de una legislación pediátrica en la Directiva Europea (EC) No 1901/2004 desde el año 2007. Bajo esta legislación, todas las solicitudes para la autorización de comercialización de nuevos medicamentos, o variaciones de las autorizaciones existentes, o bien tienen que incluir información procedente de estudios pediátricos previamente acordados con el PDCO, o bien conseguir una exención o un aplazamiento de estos estudios por parte del PDCO. 

### Comité de Terapias Avanzadas
El Comité de Terapias Avanzadas (CAT, Committee for Advanced Therapies) se estableció de acuerdo a la Regulación (EC) No 1394/2007 sobre medicamentos de terapia avanzada (ATMPs) tales como terapia génica, terapia de células somáticas y productos procedentes de la ingeniería de tejidos. Este comité evalúa la calidad, seguridad y eficacia de estos ATMPs, y sigue los avances científicos en este campo.

### Comité para la Evaluación de Riesgos en Farmacovigilancia
Un séptimo comité, el Comité para la Evaluación de Riesgos en Farmacovigilancia (PRAC, Pharmacovigilance Risk Assessment Committee) entró en funcionamiento en el año 2012 con la implantación de la nueva legislación de farmacovigilancia europea (Directiva 2010/84/EU). A partir de enero de 2015, se ha convertido en un referente en la publicación de datos clínicos que sustentan la toma de decisiones sobre los medicamentos a nivel europeo. Esto proporcionará un nivel de transparencia sin precedentes para los pacientes, profesionales de la salud, la academia y la industria.

## Autorización de medicamentos
El procedimiento centralizado permite a los laboratorios farmacéuticos enviar una única solicitud a la Agencia Europea del Medicamento (EMA) para obtener una autorización comunitaria válida en los países miembros de la Asociación Europea de Libre Comercio (que incluye a los estados de la Unión Europea y los 3 estados pertenecientes al Área Económica Europea (Noruega, Liechtenstein e Islandia). Los medicamentos autorizados se inscriben en el Registro Comunitario de Medicamentos y se les adjudica un número que debe figurar en el embalaje. Toda autorización que no vaya seguida de una comercialización efectiva del medicamento, en cualquier país de la Comunidad, en los tres años siguientes de su concesión, se entenderá como caducada. Esta autorización tiene una validez de cinco años y es renovable, una vez renovada tendrá validez ilimitada excepto que por razones de farmacovigilancia, la Comisión decida llevar a cabo una nueva revalidación quinquenal. Excepcionalmente, y previa consulta al solicitante, podrá supeditarse una autorización a determinadas obligaciones específicas, que serán revisadas anualmente por la Agencia; estas autorizaciones tendrán un periodo de validez de un año, renovable.

### Procedimiento centralizado reglamento[7]
Reglamento (CE) 726/2004 del Parlamento Europeo y del Consejo de 31 de marzo por el que se establecen procedimientos comunitarios para la autorización y el control de medicamentos de uso humano y veterinario y por el que se crea la Agencia Europea de Medicamentos.
Existen determinados medicamentos que deben ser objeto de una autorización comunitaria (recogidos en el anexo I del Reglamento 726/2004) como medicamentos de uso humano desarrollados por medio de determinados procesos biotecnológicos, aquellos que contengan una sustancia activa nueva que no esté autorizada en la Comunidad y cuya indicación terapéutica sea el tratamiento de SIDA, cáncer, diabetes…También aquellos medicamentos destinados a enfermedades autoinmunes y las enfermedades víricas, medicamentos huérfanos y medicamentos veterinarios empleados principalmente como potenciadores para fomentar el crecimiento o aumentar el rendimiento de los animales tratados.
Otros medicamentos pueden ser objeto de una autorización comunitaria (incluidos en el artículo 3 del Reglamento 726/2004) siempre que el solicitante demuestre que dicho medicamento constituye una innovación significativa desde el punto de vista terapéutico, científico o técnico, o que la concesión de una autorización de conformidad con el presente Reglamento presenta para los pacientes o para la salud animal un interés en el ámbito comunitario.

### Etapas
1.- Solicitud + Documentación + Pago de tasas (EMA).
- Comprobación documentación.
- Solicitar pruebas: comprobar que los métodos de control empleados por el fabricante y descritos en su solicitud son satisfactorios.
- Información adicional.

2.- Dictamen de los Comités correspondientes (por ejemplo, CHMP y CVMP): emitirán una decisión (favorable o desfavorable) en un plazo máximo de 210 días, aunque ese período puede interrumpirse si es necesario reclamar al solicitante alguna clarificación o algún dato adicional. Esto es comparable con la media de 500 días que utiliza la Agencia de Alimentos y Medicamentos (FDA, Food and Drug Administration) de Estados Unidos.
3.- Si el dictamen no es favorable:
- El solicitante tiene 15 días para notificar, por escrito, que desea un reexamen y 60 días para enviar los motivos detallados de su petición.
- El Comité tiene un plazo de 60 días, desde la recepción de los motivos, para reexaminar su dictamen y formular sus conclusiones motivadas.
- La Agencia enviará a la Comisión, en un plazo máximo de 15 días a partir de su adopción, el dictamen definitivo del Comité junto con un informe en el que se explique la evaluación del medicamento y las razones en que basa sus conclusiones.

Si es favorable se procede al Registro comunitario del medicamento, autorizado por dicho procedimiento centralizado.

## Traslado de su sede
Tras la decisión de 2016 del Reino Unido de negociar la salida de la Unión Europea (Brexit), la EMA optó por buscar otra sede operativa. De acuerdo con la legislación de la UE, la Comisión Europea debe decidir sobre el destino de la ubicación de la EMA. Los ministros de la UE se reunirán para votar sobre su destino preferido. El comisario europeo de Salud y Seguridad Alimentaria, Vytenis Andriukaitis, ha dicho en el pasado que la opción preferida sería una ubicación en la que fuera fácil instalarse y operar sin problemas. Los países que hasta ahora han expresado su candidatura por la nueva ubicación de la EMA son Austria, Bélgica, Bulgaria, Croacia, Chipre, República Checa, Dinamarca, Finlandia, Francia, Alemania, Grecia, Hungría, Irlanda, Italia, Malta, Países Bajos, Polonia, Portugal, Rumania, Eslovaquia, Eslovenia, España y Suecia.
También se ha especulado que una de las sedes del Parlamento Europeo, la de Estrasburgo, podría trasladarse a Bruselas, a cambio de que dicha ciudad sea sede de la EMA. Otros han especulado sobre los méritos de Ámsterdam.
La decisión se tomó el 20 de noviembre de 2017 durante la reunión del Consejo de asuntos generales de la UE, después de tres rondas de votación y finalmente un sorteo. Después de la primera ronda de votación, Ámsterdam , Copenhague y Milán fueron los únicos contendientes que quedaron. Después de la segunda ronda de votación, quedaron dos ciudades: Ámsterdam y Milán. Estas dos ciudades empataron en la votación posterior y tras un sorteo Ámsterdam salió elegida como la ciudad anfitriona de la EMA. Barcelona, que desde el punto de vista técnico era la favorita, cayó en la primera ronda de votaciones para albergar este organismo europeo debido a la inestabilidad provocada por el proceso soberanista catalán.
No está claro qué planes futuros propone el Reino Unido, y Paul Workman, presidente del Instituto de Investigación del Cáncer, ha sugerido que las compañías farmacéuticas buscarán naturalmente la aprobación regulatoria para los nuevos fármacos en los mercados más grandes primero, dejando al Reino Unido frente a retrasos en aprobación si establecen arreglos independientes.